# Courcemont
Courcemont és un municipi francès situat al departament del Sarthe i a la regió de País del Loira. L'any 2007 tenia 655 habitants.

## Demografia

### Població
El 2007 la població de fet de Courcemont era de 655 persones. Hi havia 256 famílies de les quals 63 eren unipersonals (39 homes vivint sols i 24 dones vivint soles), 63 parelles sense fills, 106 parelles amb fills i 24 famílies monoparentals amb fills.
La població ha evolucionat segons el següent gràfic:
Habitants censats

### Habitatges
El 2007 hi havia 351 habitatges, 255 eren l'habitatge principal de la família, 57 eren segones residències i 39 estaven desocupats. 340 eren cases i 2 eren apartaments. Dels 255 habitatges principals, 206 estaven ocupats pels seus propietaris, 44 estaven llogats i ocupats pels llogaters i 4 estaven cedits a títol gratuït; 1 tenia una cambra, 21 en tenien dues, 60 en tenien tres, 60 en tenien quatre i 113 en tenien cinc o més. 188 habitatges disposaven pel capbaix d'una plaça de pàrquing. A 90 habitatges hi havia un automòbil i a 144 n'hi havia dos o més.

### Piràmide de població
La piràmide de població per edats i sexe el 2009 era:
| Homes | Edats   | Dones |
| ----- | ------- | ----- |
| 0     | 95 o +  | 0     |
| 0     | 90 a 94 | 0     |
| 0     | 85 a 89 | 12    |
| 4     | 80 a 84 | 4     |
| 12    | 75 a 79 | 12    |
| 4     | 70 a 74 | 8     |
| 12    | 65 a 69 | 24    |
| 12    | 60 a 64 | 12    |
| 12    | 55 a 59 | 8     |
| 32    | 50 a 54 | 12    |
| 8     | 45 a 49 | 20    |
| 28    | 40 a 44 | 12    |
| 36    | 35 a 39 | 24    |
| 24    | 30 a 34 | 28    |
| 16    | 25 a 29 | 16    |
| 4     | 20 a 24 | 12    |
| 8     | 15 a 19 | 16    |
| 24    | 10 a 14 | 4     |
| 32    | 5 a 9   | 28    |
| 12    | 0 a 4   | 20    |

## Economia
El 2007 la població en edat de treballar era de 422 persones, 329 eren actives i 93 eren inactives. De les 329 persones actives 306 estaven ocupades (160 homes i 146 dones) i 23 estaven aturades (11 homes i 12 dones). De les 93 persones inactives 35 estaven jubilades, 38 estaven estudiant i 20 estaven classificades com a «altres inactius».

### Ingressos
El 2009 a Courcemont hi havia 255 unitats fiscals que integraven 661 persones, la mediana anual d'ingressos fiscals per persona era de 16.874 €.

### Activitats econòmiques
Dels 11 establiments que hi havia el 2007, 1 era d'una empresa alimentària, 6 d'empreses de construcció, 2 d'empreses de comerç i reparació d'automòbils i 2 d'empreses de serveis.
Dels 7 establiments de servei als particulars que hi havia el 2009, 2 eren paletes, 3 fusteries, 1 electricista i 1 agència immobiliària.
L'únic establiment comercial que hi havia el 2009 era una botiga de menys de 120 m².
L'any 2000 a Courcemont hi havia 24 explotacions agrícoles que ocupaven un total de 1.314 hectàrees.

## Equipaments sanitaris i escolars
El 2009 hi havia una escola elemental integrada dins d'un grup escolar amb les comunes properes formant una escola dispersa.

## Poblacions més properes
El següent diagrama mostra les poblacions més properes.